# Max Huang
Max Huang You-liang, född som Julian Maximilian Widjaja, den 22 september 1988 i Nürnberg i dåvarande Västtyskland, är en tysk skådespelare, kampsportare och stuntman med kinesiska rötter. Han är känd för att spela rollen som Kung Lao i 2021 års film Mortal Kombat, samt för att vara en av medlemmarna i Jackie Chans egna stuntteam. Han är utöver detta även kusin med violinisten Iskandar Widjaja.

## Filmografi (i urval)
- 2012 – Chinese Zodiac
- 2014 – Outcast
- 2014 – Kingsman: The Secret Service
- 2015 – Dragon Blade
- 2016 – Skiptrace
- 2017 – Sense8 (TV-serie)
- 2017 – The Lego Ninjago Movie
- 2017 – The Foreigner
- 2017 – Bleeding Steel
- 2020 – Vanguard
- 2021 – Mortal Kombat
- 2023 – Hidden Strike
- 2025 – Mortal Kombat 2